# Markivka (huyện)
Huyện Markivka (tiếng Ukraina: Марківський район, chuyển tự: Markivkas'kyi raion) là một huyện của tỉnh Luhansk thuộc Ukraina. Huyện Markivka có diện tích 1166 km², dân số theo điều tra dân số ngày 5 tháng 12 năm 2001 là 19002 người với mật độ 16 người/km2. Trung tâm huyện nằm ở Markivka.